# P.J. Washington

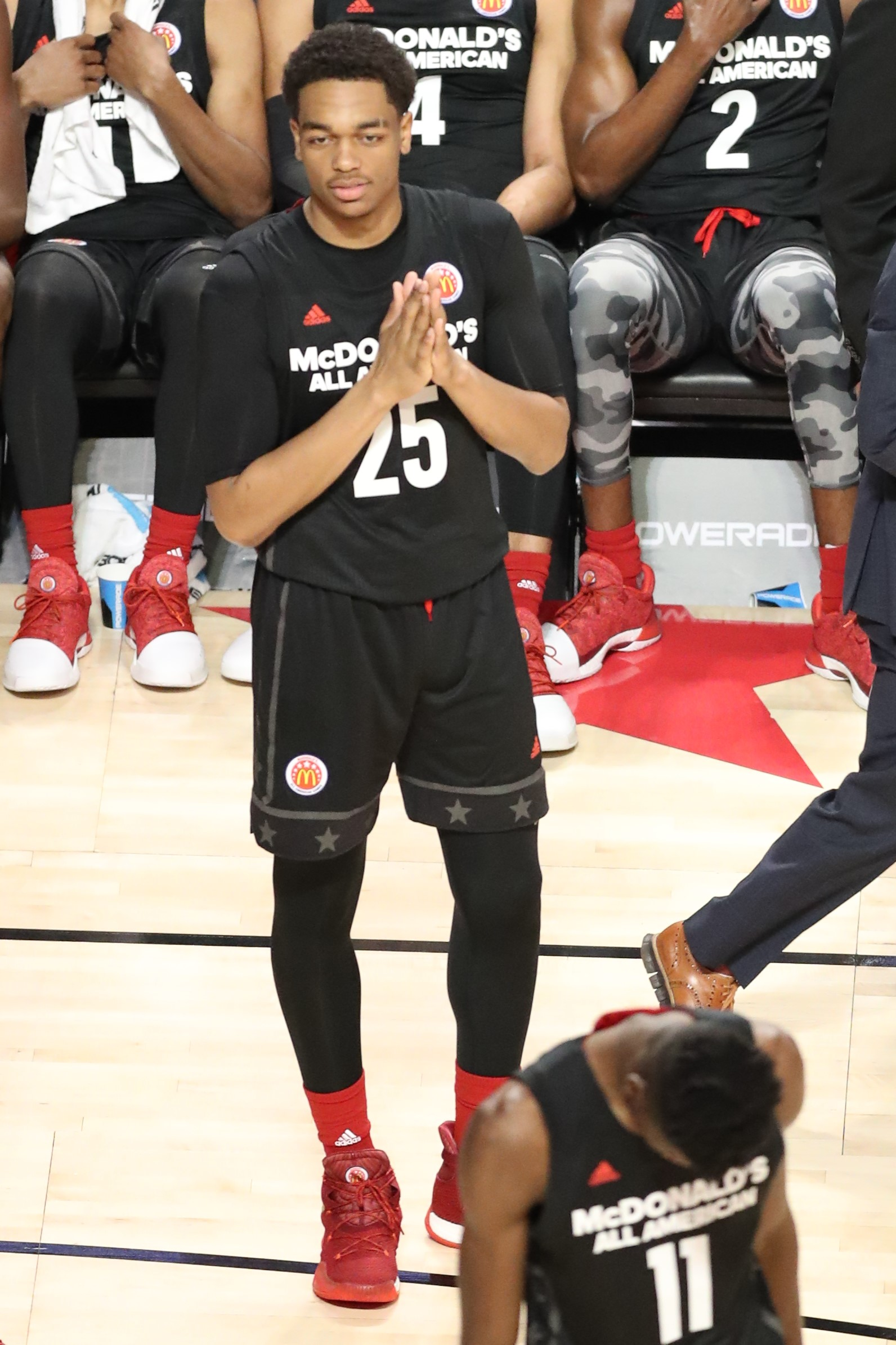
P.J. Washington, 2017.

Paul Jamaine "P.J." Washington Jr., född 23 augusti 1998 i Louisville i Kentucky, är en amerikansk professionell basketspelare (PF) som spelar för Dallas Mavericks i National Basketball Association (NBA). Han har tidigare spelat för Charlotte Hornets.
Washington draftades av Charlotte Hornets i första rundan i 2019 års draft som tolfte spelare totalt.
Innan han blev proffs studerade Washington vid University of Kentucky och spelade för universitetets idrottsförening Kentucky Wildcats.